# Susanne Kasztantowicz
Susanne Kasztantowicz (* 1986) ist eine deutsche Politikerin (SPD). Von 2021 bis 2022 war sie wenige Monate lang Abgeordnete im Landtag des Saarlandes.

## Biographie
Kasztantowicz studierte Rechtswissenschaften an der Johannes Gutenberg-Universität Mainz und absolvierte erfolgreich das Rechtsreferendariat, den akademischen Grad „Magistra der Verwaltungswissenschaften“ (Mag. rer. publ.) erwarb sie an der Deutschen Universität für Verwaltungswissenschaften Speyer. Im Jahr 2001 trat Kasztantowicz den Jusos und der SPD bei und war zunächst in ihrer Heimatstadt Berlin, seit 2006 in Rheinland-Pfalz aktiv. Im November 2011 wurde sie mit 81,6 Prozent der Stimmen zur stellvertretenden Bundesvorsitzenden der Jusos gewählt. Kasztantowicz engagiert sich ehrenamtlich in der Arbeitsgemeinschaft sozialdemokratischer Frauen (ASF) und den Bezirksfrauenräten der Vereinten Dienstleistungsgewerkschaft (ver.di) sowie als SPD-Vorstandsmitglied im Ortsverein St. Ingbert-Mitte, dem Stadtverband St. Ingbert und dem Kreisvorstand Saarpfalz. Bei der Landtagswahl im Saarland 2017 kandidierte Kasztantowicz zunächst erfolglos auf Listenposition 10 im Wahlkreis Neunkirchen. Zuletzt arbeitete sie als sozialpolitische Grundsatzreferentin des saarländischen Arbeiterwohlfahrt-Landesverbandes. Am 18. November 2021 rückte Kasztantowicz für Esra Limbacher, der in den Bundestag gewählt worden war, als Abgeordnete in den Landtag des Saarlandes nach. Bei der Landtagswahl 2022 verfehlte sie den Wiedereinzug in den Landtag.
Sie hat drei Kinder und lebt in St. Ingbert.